# Меченосые древолазы
Меченосые древолазы (лат. Xiphocolaptes) - род птиц из семейства печниковых.
Распространены в Мексике, Центральной и Южной Америке. Длина тела 26—35 см, масса тела 102—169 г.

## Список видов
Международный союз орнитологов относит к роду 4 вида:
- Белогорлый меченосый древолаз Xiphocolaptes albicollis (Vieillot, 1818)
- Бородатый меченосый древолаз Xiphocolaptes falcirostris (Spix, 1824)
- Большой меченосый древолаз Xiphocolaptes major (Vieillot, 1818)
- Толстоклювый меченосый древолаз Xiphocolaptes promeropirhynchus (Lesson, 1840)